# Tasnovice
Tasnovice (německy Taschlowitz) jsou malá vesnice, část města Horšovský Týn v okrese Domažlice v Plzeňském kraji. Nachází se asi 7,5 kilometru severozápadně od Horšovského Týna. Je zde evidováno 34 adres. V roce 2011 zde trvale žilo 76 obyvatel.
Tasnovice jsou také název katastrálního území o rozloze 4,24 km².

## Historie
První písemná zmínka o vesnici pochází z roku 1235, zmiňován Hartman z Tasnovic. Jeho potomci, tasnovičtí vladykové, zde sídlili po celé 14. a 15. století. V 17. století, za Helversenů, tvrz přestavěna na zámeček s parkem. Stál ještě v 18. století, ale v 19. století uváděn již jako zřícenina. Nyní jsou v areálu dvora zříceniny tvrze obklopené zachovalým vodním příkopem.

## Obyvatelstvo
| Rok            | 1869 | 1880 | 1890 | 1900 | 1910 | 1921 | 1930 | 1950 | 1961 | 1970 | 1980 | 1991 | 2001 | 2011 | 2021 |
| -------------- | ---- | ---- | ---- | ---- | ---- | ---- | ---- | ---- | ---- | ---- | ---- | ---- | ---- | ---- | ---- |
| Počet obyvatel | 295  | 282  | 260  | 261  | 226  | 237  | 239  | 104  | 85   | 95   | 96   | 99   | 95   | 76   | 74   |
| Počet domů     | 42   | 43   | 43   | 44   | 44   | 43   | 46   | 43   | 43   | 26   | 20   | 25   | 26   | 26   | 26   |

## Obecní správa
Při sčítání lidu v letech 1850–1960 Tasnovice byly samostatnou obcí v okrese Horšovský Týn (v letech 1850–1910 Horšův Týn). V letech 1961–1984 byly částí obce Štítary v okrese Domažlice. Od 1. ledna 1985 jsou částí města Horšovský Týn v okrese Domažlice. V letech 1850–1879 k obci patřily Štítary a Vítání.

## Pamětihodnosti
- Kostel svatého Vavřince západně od obce byl postaven ve 14. století a barokně upraven v 18. století. Je kvalitně vybaven, cenný je raně barokní hlavní oltář z roku 1637. Klenba kostela je pokryta barokními malbami na téma život svatého Vavřince i jiných světců.
- Na jižním okraji vesnice stojí zřícenina tasnovické tvrze založené ve čtrnáctém století a v sedmnáctém století přestavěné na zámek.[10]
- Tasnovické hradiště, největší slovanské hradiště v západních Čechách osídlené od osmého století[11]
- Boží muka